# Porto Recanati (stacja kolejowa)
Porto Recanati (wł. Stazione di Porto Recanati) – stacja kolejowa w Porto Recanati, w prowincji Macerata, w regionie Marche, we Włoszech. Znajduje się na linii Adriatica (Ankona – Lecce).
Według klasyfikacji RFI ma kategorię srebrną.

## Linie kolejowe
- Adriatica